# Ministério de Segurança do Estado da China
O Ministério de Segurança do Estado da República Popular da China (MSE) (chinês simplificado: 国家安全部; Chinês tradicional: 國家安全部; Pinyin: De  o Bu Guojia Anquan , ou  Guoanbu ) é uma Agência de Segurança da República Popular da China. É provavelmente o mais ativo serviço de inteligência do mundo, embora esteja envolvido igualmente em questões de segurança nacionais. Por causa de seu papel em coletar inteligência nacional e em dissidentes políticos de monitoração, tem sido denominado às vezes como uma polícia secreta. O artigo 4 da lei criminosa dá ao MSE a mesma autoridade para prender ou deter pessoas que a polícia regular, para os crimes que envolvem a Segurança do Estado. Sua sede é perto do Ministério da segurança pública da República Popular da China, em Beijing. 

## História
O precursor do MSE moderno foi o Departamento Central das Questões Sociais (DCQS), o órgão preliminar da inteligência do Partido Comunista da China, antes de sua ascensão ao poder em 1949. O SCQS foi reorganizado completamente no verão de 1949. onde alguns de seus oficiais mais importantes foram transferidos à altos cargos no ministério novo da segurança pública da comissão revolucionária central dos casos militares do Partido Comunista da China. Depois que uma transição prolongada aonde os segmentos do DCQS foram incorporados pelo exército, ele foi restabelecida inteiramente como um órgão diretamente sob o comitê central de partido comunista em 1955, agora com o nome novo departamento central da investigação (CCI). O MSE foi estabelecido em 1983 como o resultado da fusão do CCI e dos elementos do ministério da segurança pública da República Popular da China.
Um de seus chefes foi Jia Chunwang, um nativo de Beijing, graduado 1964 de universidade de Tsinghua, que parece ser um admirador da CIA dos Estados Unidos. Tornou-se o Ministro da Segurança do Estado de 1985 até março 1998, quando o MSE se submeteu a uma revisão e Xu Yongyue foi apontado como o novo cabeça da organização. Jia foi nomeado então para Ministro do borne da segurança pública, após uma década de distinto serviço como a cabeça do MSE. Os agentes de inteligência chineses, provavelmente sob o controle do MSE, conseguiram o sucesso em penetrar a área de inteligência dos E.U.A no passado. 

## Missão
De acordo com Liu Fuzhi, secretário geral da comissão para a política e da lei sob comitê central do Partido de Comunista da China e ministro da segurança pública, a missão do MSE é assegurar “a segurança do estado com as medidas eficazes de encontro aos agentes, aos espiões, e às atividades dos inimigos contra-revolucionários que sabotam o sistema de China socialista.”
Muitos agentes de MSE são ditos ter-se operaram na região de Hong Kong, Macau, e Taiwan. Ao que parece, quase 120 agentes têm operado não oficialmente no Estados Unidos, Canadá, na Europa do Norte, e Japão como homens de negócios, banqueiros, eruditos, e jornalistas, um fato que demonstra o espaço geográfico largo da cobertura dos agentes do MSE. 

## Líderes da Agência
O seguinte é uma lista dos diretores conhecidos desta agência. São conhecidos como "Ministro da Segurança do Estado", e respondem diretamente ao Conselho de Estado.
- YUN de Ling (凌云), 1983 – 1985,
- Jia Chunwang, 1985 - 1998
- Xu Yongyue, 1998 - 2007,
- Geng Huichang, 2007 - até hoje.

## Organização
Atualmente o MSE é dividido em diversos departamentos: 
- Primeiro Departamento - casos nacionais,
- Segundo Departamento - Negócios Estrangeiros,
- Terceiro Departamento - Hong Kong, e Macau e Taiwan,
- Quarto Departamento - tecnologia
- Quinto Departamento - Inteligência local,
- Sexto Departamento - contra-espionagem,
- Sétimo departamento - circulação,
- Oitavo Departamento - pesquisa (Instituto de relações internacionais contemporâneas).
- Nono departamento - Contrainteligência,
- Décimo departamento – Informação científica e tecnológica,
- Departamento de informação e da instrução,
- departamento de Supervisão e de exames.

E outros escritórios: 
- Oficina geral
- Departamento político
- Comitê do partido